# Jazz Advance
Jazz Advance — дебютный альбом пианиста Сесила Тейлора, выпущенный лейблом Transition в сентябре 1956 года. В записи альбома также принимали участие 
Буэл Нейдлингер, 
Дэнис Чарлес и Стив Лейси.

## Реакция на альбом
Джаз-энциклопедия The Penguin Guide to Jazz включила альбом Jazz Advance в «Центральную коллекцию» — список рекомендованных альбомов, прокомментировав альбом: «Первая запись Тэйлора, оставшаяся одним из наиболее экстраординарных джазовых дебютов, а для 1956 года этот альбом является невероятным прорывом». Музыкальный гид Allmusic опубликовал рецензию на альбом Михаила Настоса (англ. Michael G. Nastos), в которой тот давал следующую оценку альбому Тэйлора: «Хотя многое остаётся непонятным, с годами критика его творчества ослабевает, и становится проще понимать что он совершил… С Jazz Advance началась революция, Тэйлор сделал шаг после которого импровизационная музыка никогда уже не будет прежней. Для тех кто любит перемены этот CD всегда будет занимать верхние позиции». Так же в эссе «Free Jazz: A Subjective History» Криса Келси (англ. Chris Kelsey) опубликованном на Allmusic альбом назван одним из 20 наиболее значимых альбомов в стиле Фри-джаз.

## Список композиций
1. «Bemsha Swing» — 7:29
2. «Charge 'Em Blues» — 11:07
3. «Azure» — 7:29
4. «Song» — 5:21
5. «You’d Be So Nice to Come Home To» — 9:18
6. «Rick Kick Shaw» — 6:06
7. «Sweet and Lovely» — 6:36

Записано в Бостоне 14 сентября 1956 г.

## Участники записи
- Сесил Тэйлор — пианино;
- Буэл Нейдлингер — бас;
- Дэнис Чарлес — барабаны;
- Стив Лейси — сопрано-саксофон (треки 2 и 4).